# Friedrich Gerhard
Friedrich Gerhard (24 de julho de 1884 - 16 de maio de 1950) foi um adestrador alemão, campeão olímpico.

## Carreira
Friedrich Gerhard representou seu país nos Jogos Olímpicos de 1936, na qual conquistou a medalha de ouro no adestramento por equipes e prata no individual.